# Arcieparchia di Edessa dei Siri
L'arcidiocesi di Edessa di Osroene dei Siri (in latino: Archidioecesis Edessena in Osrhoëne Syrorum) è una sede soppressa e sede titolare della Chiesa cattolica.

## Storia
Edessa, nel territorio dell'odierna città turca di Şanlıurfa,  fu un'antica sede metropolitana della Chiesa siriaca, conosciuta con il nome di Chiesa giacobita. Fu proprio ad Edessa che l'arcivescovo Giacomo Baradeo dette inizio al movimento monofisita in Siria, che continuò la serie episcopale di Edessa dopo la cacciata dei Bizantini.
Nel corso del XV secolo si produsse la prima unione dei metropoliti di Edessa con Roma. L'arcivescovo 'Abdallah fu scelto dal patriarca Ignace Behnam IX come suo rappresentante al concilio di Firenze e il 30 settembre 1444 emise una professione di fede cattolica a nome suo e del patriarca. Ma questa unione fu debole e non sopravvisse ai suoi protagonisti.
Nel XVII secolo Mar Timoteo fu consacrato vescovo di Amida; ma si convertì al cattolicesimo nel 1683 e dovette abbandonare la sua sede. Più tardi si recò a Edessa ed il patriarca cattolico Ignace André I Akhidjan lo nominò arcivescovo di Edessa. Non sembra tuttavia che ebbe dei successori su questa sede.
Nel 1811 il sinodo della Chiesa cattolica sira elesse all'unanimità arcivescovo di Edessa Raffaele Tamburgi, originario di Aleppo, di cui fu amministratore patriarcale per diversi anni: tuttavia, ritenendosi indegno di tale carica, preferì rinunciare e ritirarsi in un convento.
Solo verso la metà dell'Ottocento Edessa divenne una sede metropolitana cattolica. L'arcivescovo Mar Abraham, nominato dal patriarca ortodosso, si convertì al cattolicesimo ed inviò nel 1854 una professione di fede al patriarca cattolico Ignace Antoine I Samheri, che lo confermò sulla sede edessena. Ma morì poco dopo.
Nel 1863 si convertì al cattolicesimo Eustazio Efrem Tekmedgi, vescovo di Karput; il patriarca Samheri lo confermò sulla sua sede, unendogli quella di Edessa. Partecipò al concilio Vaticano I e morì nel giugno 1888.
Già nel 1887 il patriarca Ignace Georges V Chelhot gli aveva dato come successore Ephrem Rahmani; quando nel 1894  fu trasferito alla sede di Aleppo Edessa non ebbe più vescovi; infatti quando lo stesso Rahmani fu eletto patriarca siro-cattolico nel 1898, preferì non inviare un nuovo vescovo ad Edessa, affidando la sede a vicari patriarcali.
Come tutte le sedi episcopali di questa regione, anche la sede di Edessa-Karput scomparve alla fine della prima guerra mondiale; dai massacri perpetuatevi si salvò un solo prete, Habib Khayat.
Dal 1944 Edessa di Osroene dei Siri è annoverata tra le sedi arcivescovili titolari; dal 15 ottobre 1993 la sede è vacante.

## Cronotassi degli arcivescovi
- 'Abdallah † (XV secolo)
- Mar Timoteo † (dopo il 1683)
- Dominicus Viator † (26 agosto 1715 - ?)[1]
  - Raffaele Tamburgi † (1811) (arcivescovo eletto)
- Abraham † (1854 - ? deceduto)
- Eustazio Efrem Tekmedgi † (1863 - 1887 dimesso)
- Ephrem Rahmani † (2 ottobre 1887 - 1º maggio 1894 nominato arcieparca di Aleppo dei Siri)
  - Sede vacante (1894-1918)

## Cronotassi degli arcivescovi titolari
- Raboula Youssef Bakhache † (15 ottobre 1944 - 12 febbraio 1963 deceduto)
- Grégoire Ephrem Jarjour † (1º dicembre 1965 - 15 ottobre 1993 deceduto)